# Фистинг

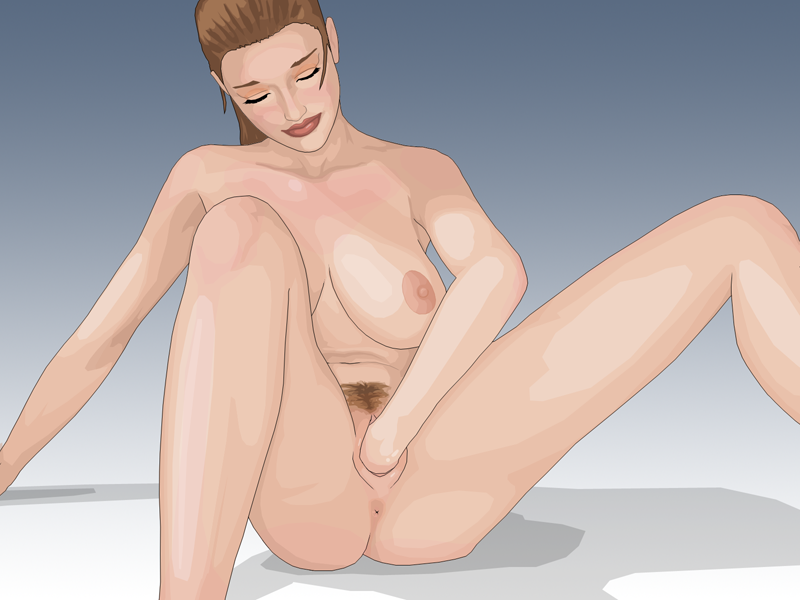
Иллюстрация, изображающая процесс вагинального фистинга

Фи́стинг (от англ. fist — кулак) — сексуальная практика, подразумевающая введение во влагалище или в анус конечности или её части.

## Общие сведения
Суть практики заключается в том, что в вагину или анус вводится сжатая в кулак ладонь руки, иногда только нескольких пальцев руки (такой вид фистинга называется фингерингом); эти манипуляции  могут проделываться как с партнёром, так и с самим собой — в таком случае фистинг считается одной из форм мастурбации. Целью этих действий является получение необычных сексуальных ощущений. 
Сексуальное удовлетворение во время занятий фистингом может быть достигнуто, в частности, в результате стимуляции зоны Графенберга (для женщин).

## Анальный фистинг
Анальный фистинг подразумевает введение кулака или пальцев (фингеринг) в анус, и в отличие от вагинального, может практиковаться как женщинами, так и мужчинами. Стимулирующим фактором в данном случае является раздражение нервных окончаний в области ануса. У мужчин также оказывается давление на простату, а у женщин, возможно, воздействие на точку G через стенку прямой кишки.
Следствием анального фистинга может быть возникновение аноректальных дисфункций: анального зуда, прокталгии, геморроя, анальных трещин, анальной инконтиненции, недержания кала (энкопрез).

## Двойной фистинг
Под двойным фистингом подразумевается введение двух рук в анус или вагину одновременно. В связи с этим различают следующие методы:
- Введение по одной руке в вагину и анус;
- Введение двух рук, прижатых ладонями друг к другу, в вагину или анус.

В последнем случае возможен так называемый геппинг (от англ. gape — дырка, отверстие, щель), который подразумевает силовое разведение в стороны сложенных вместе введённых рук с целью достижения принимающим партнёром большего чувственного удовольствия и для обзора внутренней поверхности прямой кишки или вагины.

## Футфистинг
Футфистинг (англ. Foot fisting, от foot «ступня ноги») подразумевает введение в вагину или анус не руки, а ступни ноги.

## Фистинг в порнографии
Несмотря на то, что фистинг не является изобретением современности, его широкое представление в порнографии началось только с конца 1980-х годов. Впоследствии стали появляться демонстрирующие сцены фистинга порнографические фильмы, а также освещающие тему журналы и интернет-сайты.

## Последствия практики фистинга, риски и меры предосторожности
- При практике фистинга необходим постоянный контакт между собой или же доверительные отношения между партнёрами. Тем не менее, в случае недостаточной подготовленности принимающего партнёра, излишней поспешности или неосторожности фистингующего, или недостаточности смазки, возможны болевые ощущения, а в тяжёлых случаях разрывы прямой кишки[5] с массивным кровоизлиянием или воспалением брюшины[6] или вагины и занесение инфекции, что в конечном итоге даже может привести к смертельному исходу[7]. Поверхность прямой кишки, в отличие от ануса, малочувствительна к болевым ощущениям[2], в результате чего даже тяжёлые повреждения могут при некоторых обстоятельствах остаться некоторое время незамеченными, что в свою очередь может способствовать развитию инфекции. К инфекционным заболеваниям, передающимся в процессе фистинга, причисляют, среди прочего, гепатит C[8][9] и ВИЧ[10].
- Для снижения риска возникновения инфекционных заболеваний практикующие проводят фистинг в перчатках[11], а фистингующий содержит руки в ухоженном состоянии с аккуратно постриженными ногтями. В целях гигиены при анальном фистинге принимающему партнёру, как правило, заблаговременно делают клизму.